# Guêpier à barbe bleue
Nyctyornis athertoni
Pour les articles homonymes, voir Barbe-Bleue (homonymie).
Espèce
Statut de conservation UICN

 LC  : Préoccupation mineure
Le Guêpier à barbe bleue (Nyctyornis athertoni) est une espèce d'oiseaux de la famille des Meropidae.

## Répartition
Cet oiseau vit en Inde et en Asie du Sud-Est, le long des côtes maritimes et au pied de l'Himalaya.

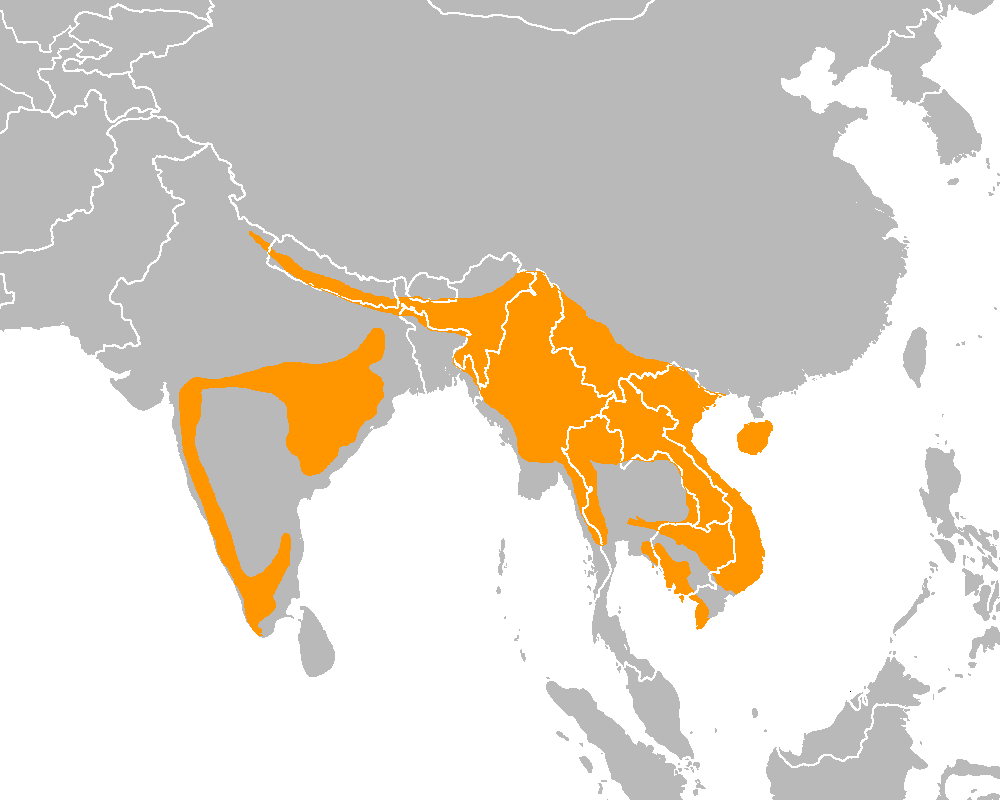
Aire de répartition du guêpier à barbe bleue

## Description
Le guêpier à barbe bleue mesure près de 35 cm et pèse de 70 à 93 g.

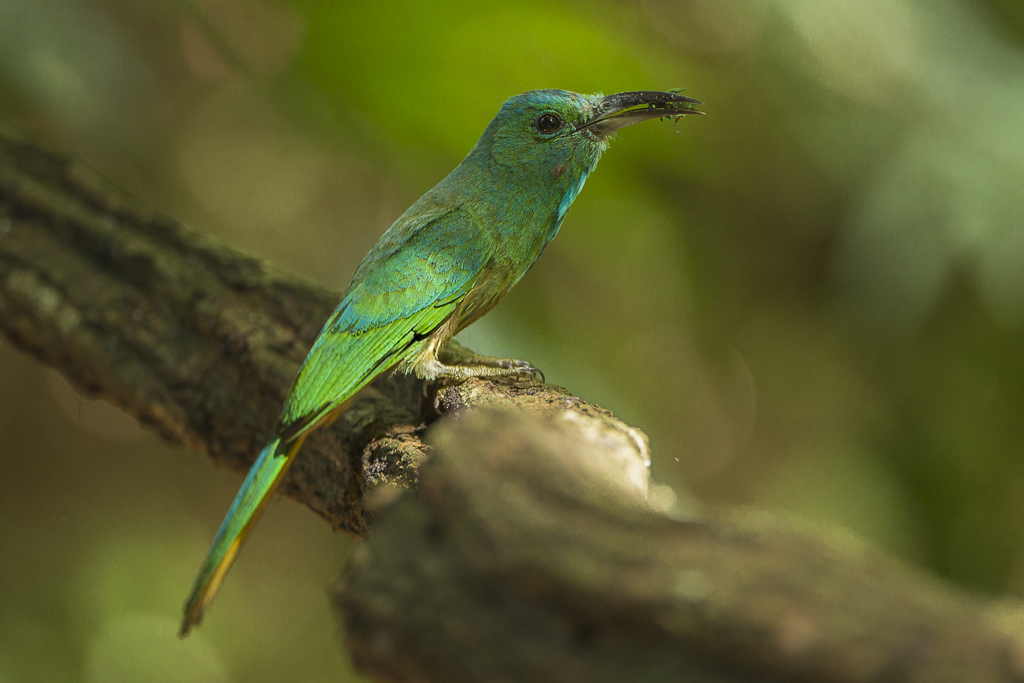
Guêpier à barbe bleu, parc national de Kaeng Krachan, Thaïlande

## Habitat
C'est un oiseau des forêts épaisses.
Il se tient plutôt dans les clairières, près des ruisseaux et des sentiers. 
On le trouve du niveau de la mer jusqu'à 1600-2000 mètres d'altitude, dans les forêts moussues et les bois de feuillus.

## Nutrition

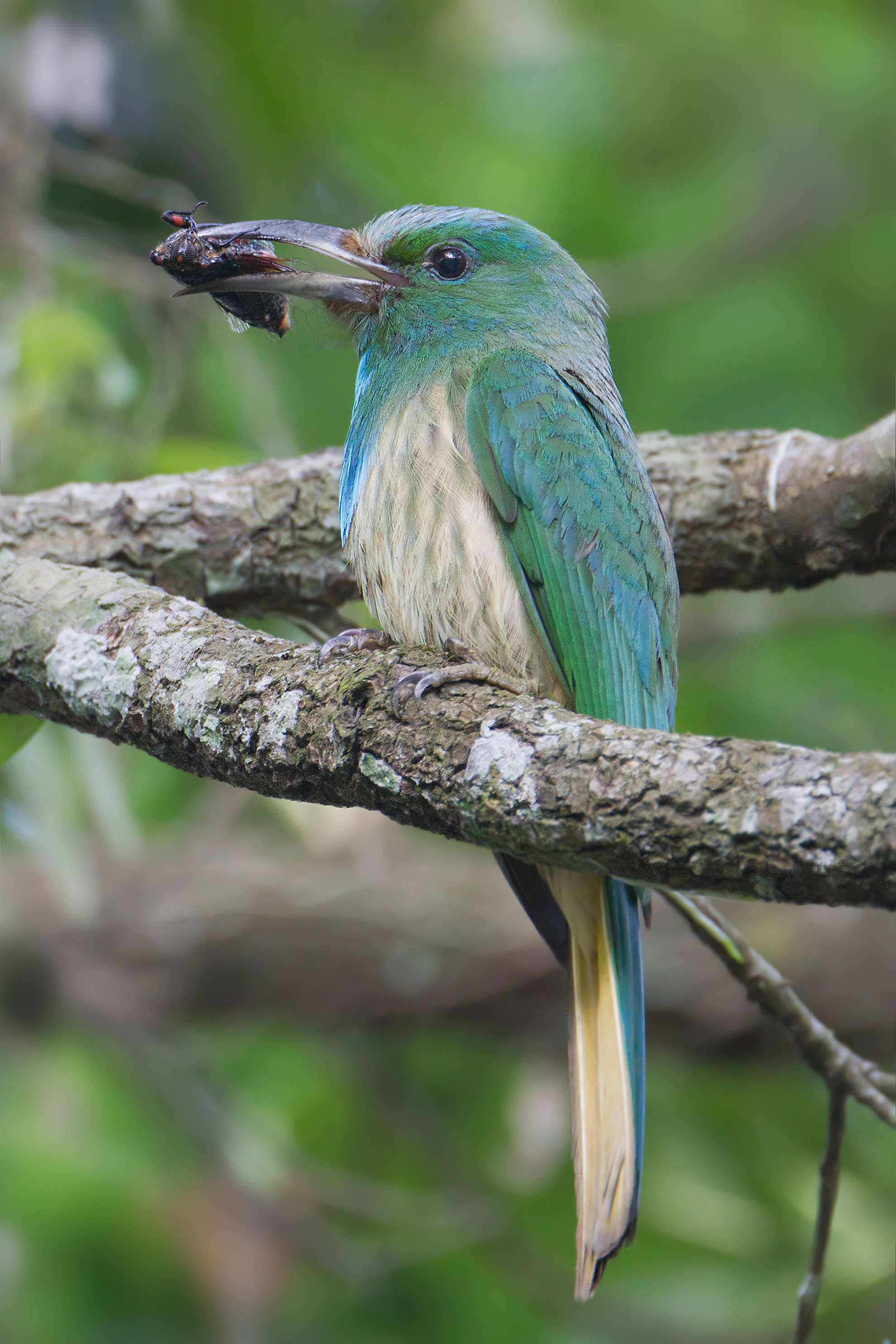
Parc national de Khao Yai, Thaïlande

Le guêpier à barbe bleue est insectivore.
Il se nourrit principalement de 2 ou 3 sortes d'abeilles dont les abeilles géantes apis dorsata et de quelques familles de guêpes.
Il mange aussi des charançons, des scarabées, des passalidés (passalidae) et des libellules. On a retrouvé parfois dans leur gésier des coléoptères xylophages et des cloportes.

## Reproduction

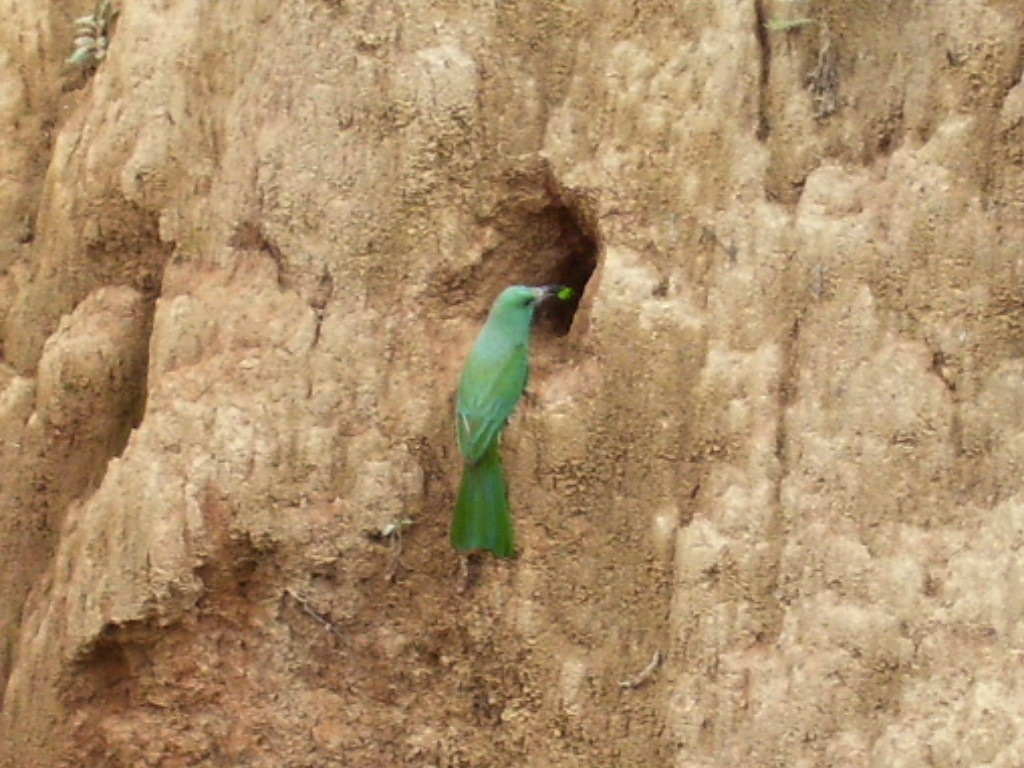
Guêpier à barbe bleue devant l'entrée de son nid creusé dans une paroi du boue

La période de reproduction se déroule en avril et mai (de février à août en Inde).
Les deux parents creusent un nid dans un talus situé près d'un sentier de jungle ou d'une route, dans la paroi d'un ravin ou un glissement de terrain. La galerie dont le diamètre de l'entrée mesure une dizaine de centimètres atteint entre 1 mètre 30 et 3 mètres de profondeur. Elle aboutit à une chambre de ponte contenant autour de 6 œufs.